# 西北鎮區 (印地安納州奧蘭治縣)
西北鎮區（英語：Northwest Township）是位於美國印地安納州奧蘭治縣的一個行政鎮區。

## 地方資料
根據2010年美國人口普查的數據，西北鎮區的面積為78.80平方千米，當中陸地面積為78.50平方千米，而水域面積為0.30平方千米。當地共有人口375人，而人口密度為每平方千米4.76人。